# دومینیک آگوستینی
دومینیک آگوستینی (انگلیسی: Dominique Agostini؛ زادهٔ ۲۸ سپتامبر ۱۹۸۹) بازیکن فوتبال اهل فرانسه است.
از باشگاه‌هایی که در آن بازی کرده‌است می‌توان به باشگاه فوتبال باستیا اشاره کرد.